# Loudwire
Loudwire é uma revista eletrônica norte-americana que cobre notícias de artistas de hard rock e heavy metal. É propriedade da empresa de mídia e entretenimento Townsquare Media. Desde seu lançamento em agosto de 2011, a Loudwire garantiu entrevistas exclusivas com artistas conhecidos como Slipknot, Ozzy Osbourne, Metallica, Judas Priest, Guns N' Roses, Megadeth, Iron Maiden, Kiss, Mötley Crüe, Suicidal Tendencies e muitos outros. A Loudwire também estreou com exclusividade novos materiais de Judas Priest, Corey Taylor, Anthrax, Jane's Addiction, Stone Sour, Phil Anselmo e muitos outros artistas notáveis do rock e do metal. Loudwire Nights é o programa de rádio nacionalmente distribuído pela Townsquare, transmitido em suas estações de rock em todo o país, apresentado por Toni Gonzalez.

## LoudwireMusic Awards
A revista organiza a Loudwire Music Awards, uma cerimônia de premiação anual que se iniciou em 2011. O primeiro concerto, organizado por Chris Jericho, foi realizado em outubro de 2017, no The Novo em Los Angeles. Os prêmios são dados com base nos votos dos leitores do site.